# Crnogorska policija
Crnogorska policija, formirana 1831. godine kao organ javne sigurnosti, sastavljen od Gvardije i perjanika, ukupne snage 164 naružanih pripadnika.
Od 1837. raspoređenih po svim kapetanijama crnogorske države, odgovorna vladaru Petru II. Petroviću Njegošu a kasnije njegovim nasljednicima na crnogorskome prijestolju.

### Ustroj
Za teritorijalni rad Crnogorske policije su bili nadležni plemenski kapetani koji su imali obveze i ovlasti da neposredno paze na javnu sigurnost, otkrivaju i uhićuju počinitelje krivičnih djela.
1879. je ustanovljen resor Ministarstva unutarnjih poslova, koji je imao Upravno odjeljenje s ravnateljem za poslove javne sigurnosti i tjelesne zaštite crnogorskog monarha. 
Upravnom odjeljenju Ministarstva unutarnjih poslova od tada je operativno podređena Crnogorska policija. Ravnatelj je bio nadređeni oblasnim policijskim ravnateljima kojima su, po plemenima, bili podređeni kapetani, a po gradovima (orig. varošima) gradonačelnici (orig. varoški upravitelji).
Upravno odjeljenje Ministarstva unutarnjih poslova je imalo obavještajnu službu koja je djelovala u zemlji i inozemstvu.

### Zakoni
1902. donesen je Zakon o Knjaževskoj vladi i Državnom savjetu, kojim je utvrđen djelokrug Ministarstva unutranjih poslova.
1903. proglašen je Zakon o ustrojstvu Ministarstva unutrašnjih djela.
1907. je donesen Pravilnik koji je normirao djelokrug poslova crnogorske policije. 

### Naziv pripadnika policije
Za crnogorske policajce se upotrebljavao službeni naziv žandarm. U Pravilniku je definiran status žanndarma (cit. u orig. na crnogorskom):
"Žandarmi su organi državne policijske vlasti za održaj reda, zaštitu lične i imovinske bezbjednosti građana, sprečavanje kaznenijeh očevidnih djela i hvatanje i istraživanje njihovih učinilaca, izvršavanje odluka pojedinijeh vlasti i za očuvanje zdravlja i javnoga morala".
Starješina Crnogorske policije je imao zvanje šef policije.

### Tradicija
Današnja crnogorska policija (orig. Uprava policije) njeguje tradicije Crnogorske policije 1831. – 1916. godine.

## Vanjske poveznice
- Povijestt crnogorske policije  Arhivirana inačica izvorne stranice od 3. listopada 2006. (Wayback Machine)